# Harrison (Ohio)
Harrison es una ciudad ubicada en el condado de Hamilton, Ohio, Estados Unidos. Tiene una población estimada, a mediados de 2021, de 12 842 habitantes.
Forma parte del área metropolitana de Cincinnati. 

## Geografía
La ciudad está ubicada en las coordenadas 39°15′24″N 84°47′10″O / 39.25667, -84.78611 (39.25658, -84.786202). Según la Oficina del Censo de los Estados Unidos, tiene una superficie total de 13.91 km², de la cual 13.83 km² corresponden a tierra firme y 0.08 km² son agua.

## Demografía
Según el censo de 2020, en ese momento había 12 563 personas residiendo en la ciudad. La densidad de población era de 908.39 hab./km². El 93.29% de los habitantes eran blancos, el 0.76% eran afroamericanos, el 0.25% eran amerindios, el 0.76% eran asiáticos, el 0.03% eran isleños del Pacífico, el 0.51% eran de otras razas y el 4.41% eran de una mezcla de razas. Del total de la población, el 1.56% eran hispanos o latinos de cualquier raza.